# إسحاق ويلزي
إسحاق ويلزي (بالإنجليزية: Isaac Welsh)‏ هو سياسي أمريكي، ولد في 20 يوليو 1811 في مقاطعة بلمونت في الولايات المتحدة، وتوفي بنفس المكان في 25 نوفمبر 1875. حزبياً، نشط في الحزب الجمهوري. وقد انتخب أمين صندوق الدولة ‏ وانتخب عضو مجلس نواب أوهايو.